# Acropoli

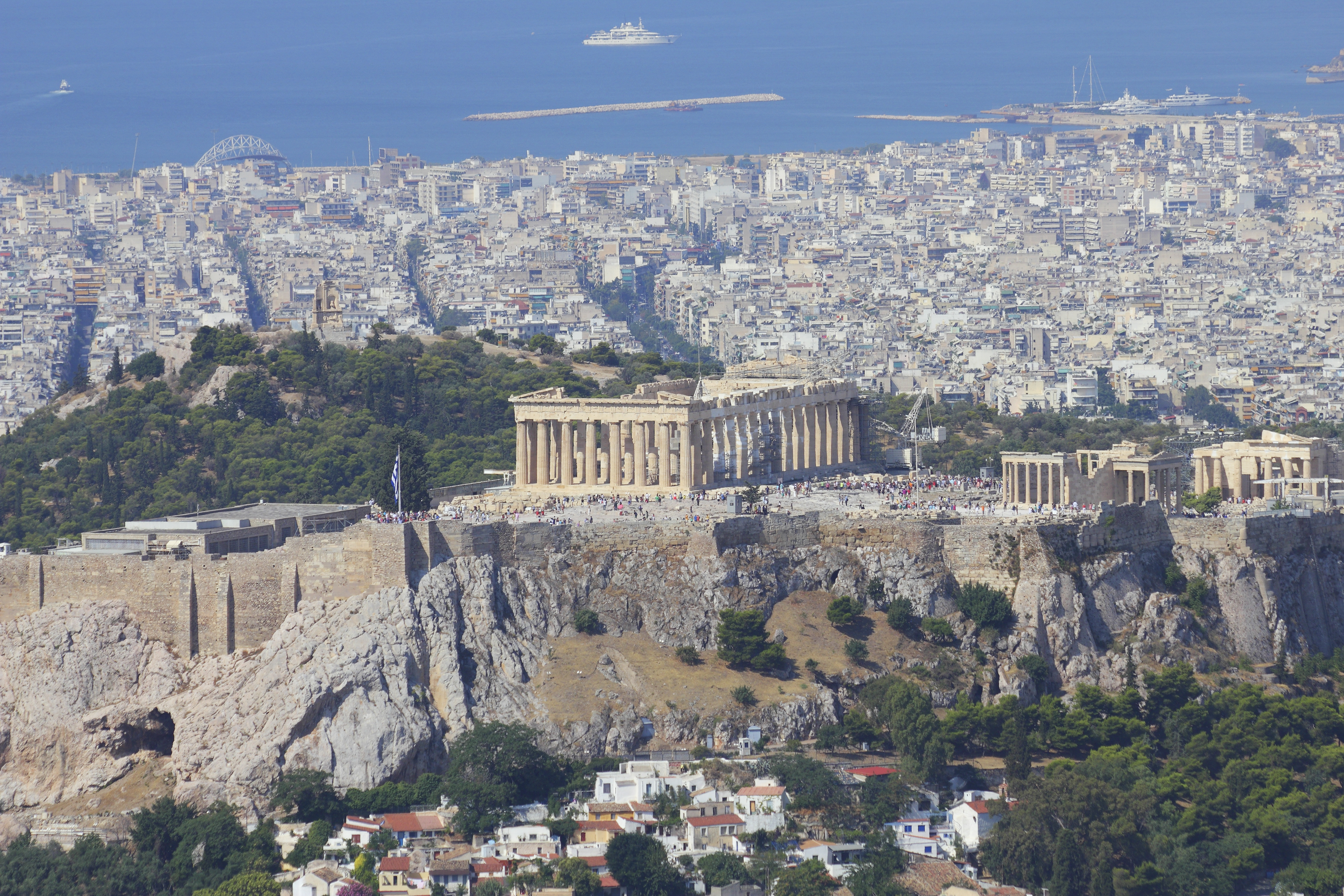
L'acropoli per antonomasia: quella di Atene

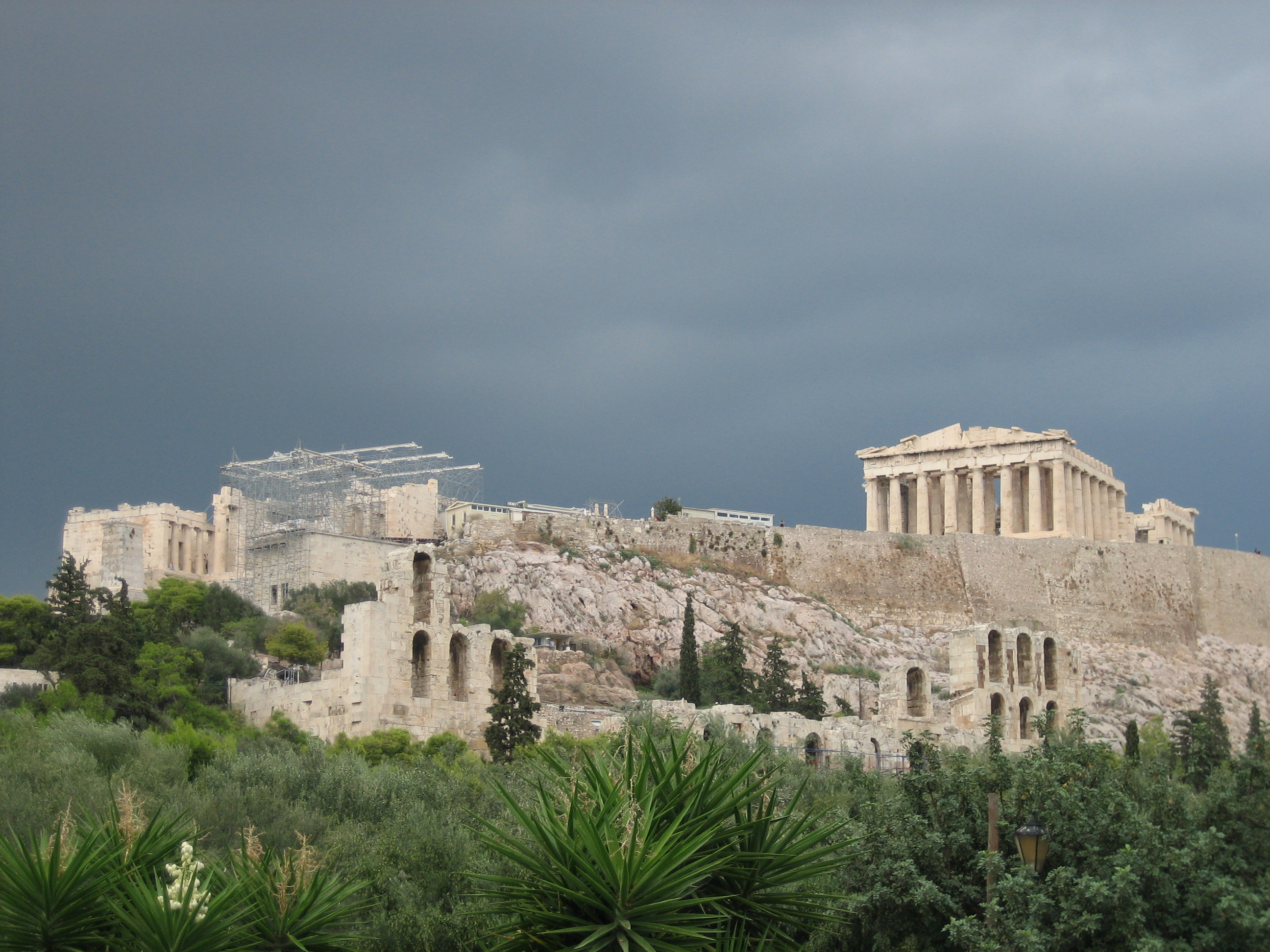
La collina dell'acropoli di Atene

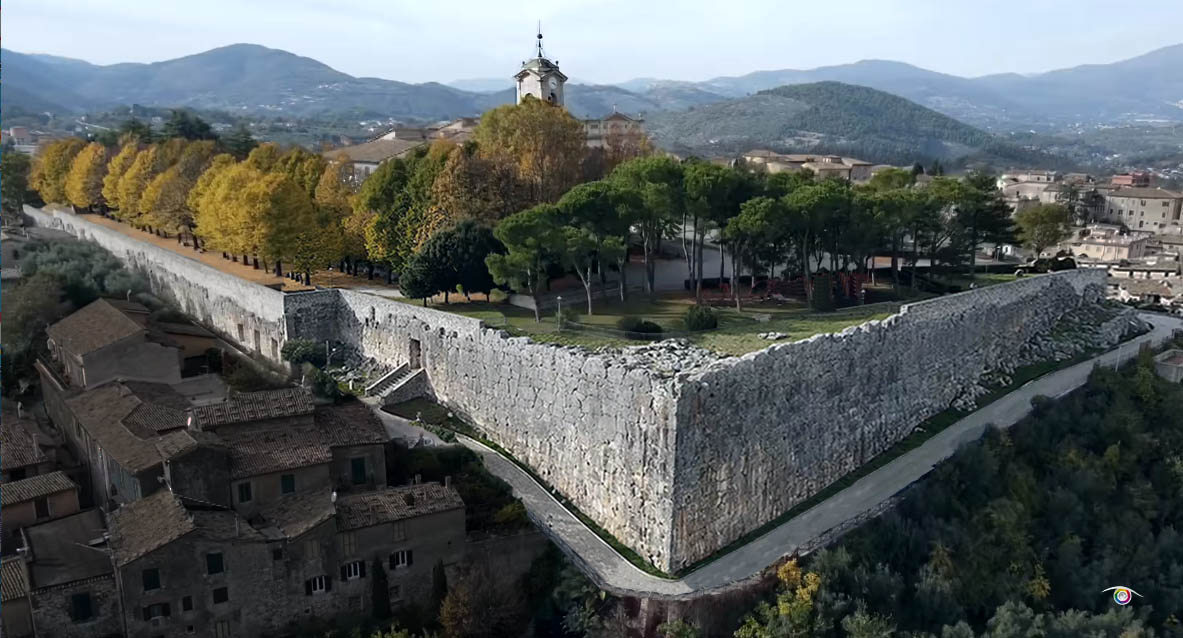
Acropoli di Alatri - Le mura poligonali

L'acropoli è un termine (derivato dall'unione della definizione greca ἄκρος cioè "estremo, in alto", con polis, "la città") che originariamente indicava la parte più alta della polis greca. Estendendone il significato, può essere chiamata "acropoli" la parte più eminente e fortificata di un'antica città.

## Descrizione

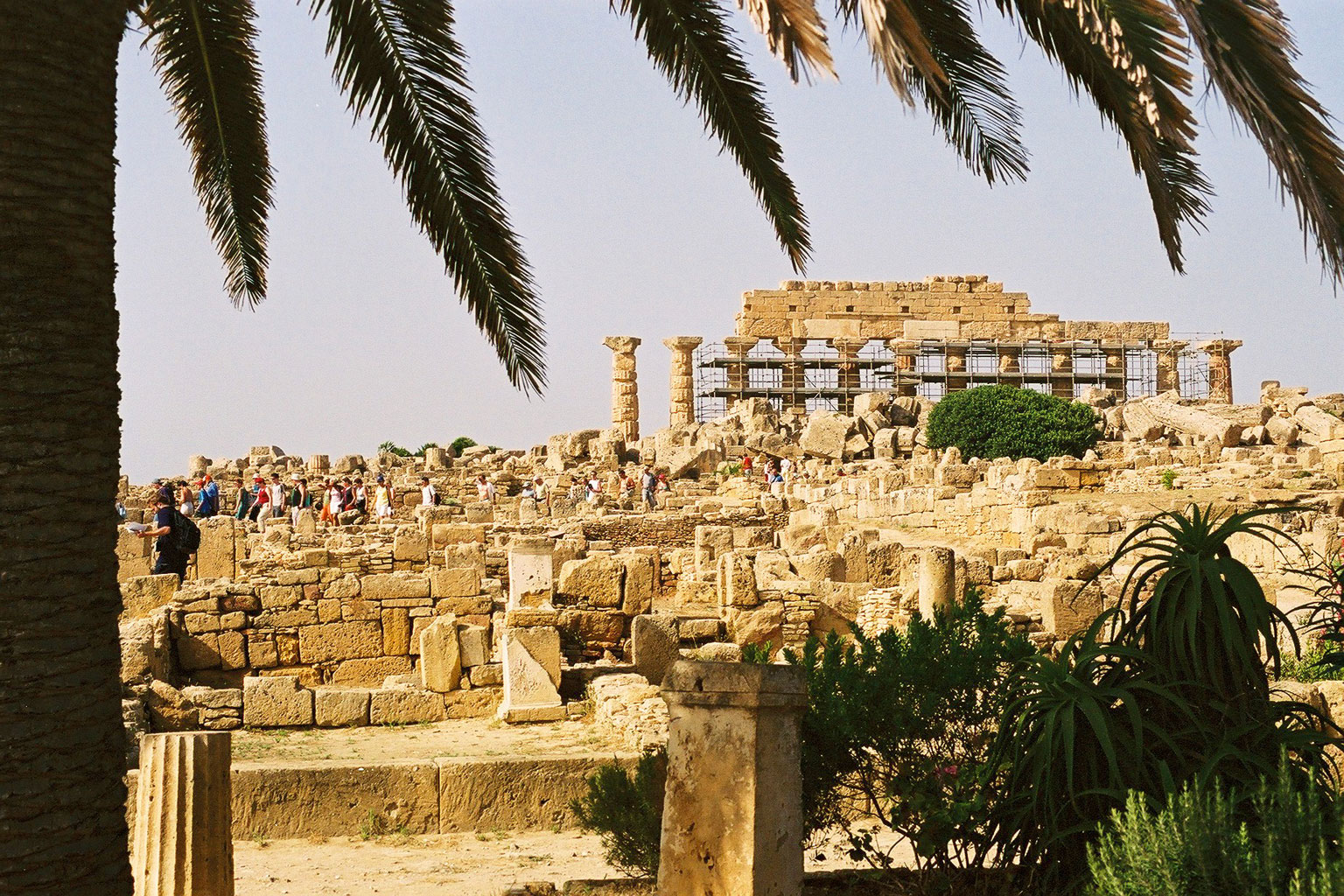
Acropoli di Selinunte

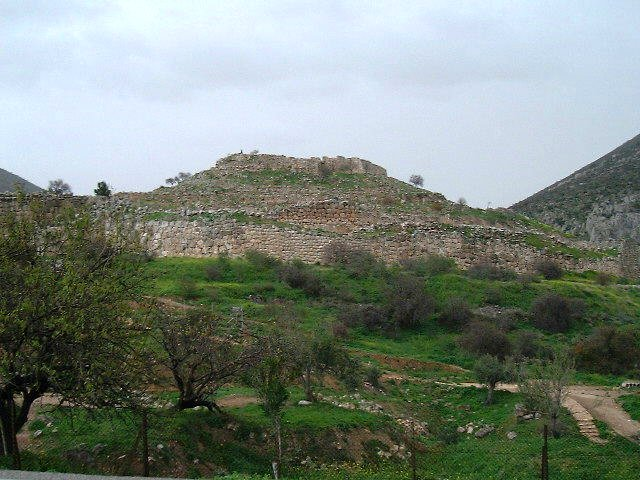
Acropoli di Micene

Nella Grecia antica indicava quella parte della città che veniva costruita per ragioni difensive sulla sommità di un'altura e spesso cinta da mura. Iniziata a diffondersi nell'età del bronzo, la "parte alta" delle città greche, come Atene, Pergamo, Argo, Micene e Tirinto, in età micenea era il luogo di residenza del re, ma col tempo divenne il centro religioso dell'abitato, sede di templi e luoghi di riunione.
Essa si contrapponeva alla zona denominata asty, la parte periferica in cui viveva il popolo. Al suo interno c'erano case, templi e la piazza principale, l'agorà.
Esempi tipici di acropoli, alcune in parte tuttora ben conservate, sono quelli di Atene, Corinto, Selinunte (Sicilia), di Canosa di Puglia e di Taranto (Taras); anche il castello Eurialo di Siracusa può essere considerato parte dell'acropoli di quella città. L'acropoli di Atene, una collina rocciosa che si eleva fino a circa 100 metri sulla città circostante, resta l'esempio più noto al mondo.
Tali fortificazioni non sono riferibili esclusivamente al mondo ellenico, bensì si ritrovano in tutto il Mediterraneo orientale (ad esempio presso gli Ittiti) e, dall'età del ferro, in Italia (ad esempio l'acropoli di Alatri, Ferentino, Cuma e Arpino sulle origini delle quali, tra l'altro, non è esclusa la matrice mediorientale). Recenti ricerche retrodaterebbero di molto la fondazione dell'acropoli di Alatri.
In età romana, la funzione monumentale si sostituì a quella difensiva, che tuttavia venne recuperata nell'Alto Medioevo.

## Paesi
1. 1 2 3   Acropoli, in Treccani.it – Enciclopedie on line, Roma, Istituto dell'Enciclopedia Italiana. URL consultato il 14 agosto 2018.
2. ↑   Serena Maria Assunta Sfameni, Polis: origine e struttura, su Antika.it, 9 luglio 2011. URL consultato il 14 agosto 2018 (archiviato dall'url originale il 6 aprile 2013).